# Злопек
Злопек (алб. Zllapek) је насељено место у општини Пећ, на Косову и Метохији. Према попису становништва из 2011. у насељу је живело 483 становника.

## Становништво
Према попису из 2011. године, Злопек има следећи етнички састав становништва:
| Националност | 2011.        |
| Албанци      | 388 (80,33%) |
| Бошњаци      | 84 (17,39%)  |
| Египћани     | 10 (2,07%)   |
| Турци        | 1 (0,21%)    |
| Укупно       | 483          |

| Демографија | Демографија | Демографија |
| Година      | Становника  | Становника  |
| ----------- | ----------- | ----------- |
| 1948.       | 259         |             |
| 1953.       | 327         |             |
| 1961.       | 334         |             |
| 1971.       | 450         |             |
| 1981.       | 680         |             |
| 1991.       | 643         |             |
| 2011.       | 483         |             |